# Arturo Soria Mata
Arturo Soria Mata   (Madrid, 15 de desembre de 1844 - Madrid, 6 de novembre de 1920) va ser un urbanista espanyol conegut especialment per la seva formulació de la ciutat lineal.
Nat a Madrid el 1844, fou de formació autodidacta. Hom hi veu influències de Herbert Spencer i Cerdà. Començà a desenvolupar la seva teoria a partir de 1882.